# サーチャー (護衛空母)
サーチャー (HMS Searcher, D40) は、イギリス海軍の護衛空母。アタッカー級航空母艦の1隻。

## 艦歴
サーチャーはワシントン州タコマのシアトル・タコマ造船所で1941年4月15日に起工した。レンドリース法に基づきイギリス海軍に移管される。1942年4月4日に進水し、1945年11月29日まで活動した。
退役後は民間に売却され、キャプテン・テオ(Captain Theo)と改名される。1965年にオリエンタル・バンカー(Oriental Banker)と改名され、1976年に台湾でスクラップとして廃棄された。